# Tuzha
Tuzha (kinesiska: 涂乍, 涂乍乡) är en sockenhuvudort i Kina. Den ligger i provinsen Hunan, i den södra delen av landet, omkring 320 kilometer väster om provinshuvudstaden Changsha. Antalet invånare är 6 858. Befolkningen består av 3 223 kvinnor och 3 635 män. Barn under 15 år utgör 16,0 %, vuxna 15-64 år 70 %, och äldre över 65 år 12,0 %.
Runt Tuzha är det ganska tätbefolkat, med 134 invånare per kvadratkilometer. Närmaste större samhälle är Qianling, 15,1 km norr om Tuzha. I omgivningarna runt Tuzha växer i huvudsak blandskog.
Genomsnittlig årsnederbörd är 1 790 millimeter. Den regnigaste månaden är maj, med i genomsnitt 312 mm nederbörd, och den torraste är december, med 28 mm nederbörd.